# Mildred Adams
Mildred Adams (Nueva York, 1894-Nueva York, 5 de noviembre de 1980) es el nombre usado por Mildred Adams Kenyon, una periodista americana, escritora, traductora y crítica de literatura española.

## Biografía
Mildred Adams se graduó en economía por la Universidad de California. Se trasladó a la ciudad de Nueva York, donde escribió artículos para su tía, Gertrude Foster Brown (1868-1956), una de las primeras líderes del sufragio femenino, que era jefa de redacción de la revista Woman's Journal. Pronto se convirtió en crítica literaria del New York Times y otras revistas, incluyendo London Economist. Entre otros entrevistó a Calvin Coolidge, Huey Long, y Henry Wallace.
Enviada frecuentemente a Europa, informó sobre los primeros días de la Liga de las Naciones y de la redacción de la Constitución española de 1931. Su amistad con el poeta español Federico García Lorca en Nueva York en 1929-30, intensificó su interés por España, desde donde escribía en 1935, un año antes del comienzo de la guerra civil española. Debido a este trabajo, participó en la ayuda de los refugiados de este conflicto. Estuvo en la junta de American Friends of Spanish Democracy y en el Spanish Refugee Relief Campaign, e hizo de consejera al New World Re-Settlement Fund for Spanish Relief. Más adelante, también ayudaría a intelectuales alemanes, liberales, y judíos exiliados de la Alemania Nazi como secretaria del Comité de Rescate de Emergencia, predecesor del Comité Internacional de Rescate.
Casada en 1935 con William Houston Kenyon Jr., un reconocido abogado de patentes y graduado por la Universidad de Harvard y la Escuela de Derecho de Harvard y autor de The First Half-Century of the Kenyon Firm, 1879-1933, Mildred Adams se convirtió en miembro de pleno derecho del Eastern Establishment, o republicanos moderados. Mantuvo su nombre de soltera, Mildred Adams, para firmar sus obras. Su cuñada, Dorothy Kenyon, también fue una destacada activista política y abogada en Nueva York. En 1950, Kenyon, fue la primera persona que compareció ante el subcomité del Senado de Estados Unidos, que investigaba las acusaciones de apoyo al comunismo formuladas por el senador Joseph McCarthy. Mildred Adams se planteó escribir su biografía.
Durante la Segunda Guerra Mundial, Mildred trabajó en el departamento educativo de CBS (Columbia Broadcasting System).
Mildred Adams tradujo seis volúmenes de la obra del filósofo español José Ortega y Gasset. En 1966, publicó The Right to Be People, sobre el sufragio femenino. Uno de sus libros favoritos, un proyecto que le llevó décadas, fue una biografía de García Lorca, García Lorga: dramaturgo y poeta, que sacó a la luz nueva información sobre la estancia del poeta en los Estados Unidos.
Varios meses después de su muerte, los documentos de Mildred Adams fueron depositados en la biblioteca Arthur y Elizabeth Schlesinger del Radcliffe College en el departamento de Historia de las Mujeres en América. Una pequeña colección de sus documentos, que fue donada por Mildred Adams Kenyon en 1977, también está disponible en los archivos del centro de investigación de la historia de la inmigración, en la biblioteca de la Universidad de Minnesota .

## Obras

### Como autora
- A Review of Arbitration, with Special Reference to the Western Hemisphere. Nueva York: Liga Nacional de Mujeres Votantes, Departamento de Cooperación Internacional para Evitar la Guerra, 1927.
- Margaret Sanger: Woman of the Future Crusader. Londres: El Control De La Natalidad Centro Internacional De Información, 1934. A partir de un artículo por Mildred Adams en Delineador (septiembre de 1933).
- Getting and Spending: The ABC of Economics. Nueva York: Macmillan, 1939.
- The American Legion Auxiliary: A History, 1934-1944. Indianapolis, IN: The Auxiliary, 1945.
Britain's Road to Recovery. Nueva York: Asociación De Política Exterior, 1949. (coautor: William W. Wade). Reimpreso por Kraus Reprint Co.,1973.
- The Right to Be People. Philadelphia: Lippincott, 1966.
- García Lorca: dramaturgo y poeta.  Nueva York: G. Braziller, 1977.

### Como editora
- Memoirs of Malwida von Meysenbug: Rebel in Crinoline. Trans. Elsa von Meysenbug Lyon. Nueva York: W. W. Norton, 1936, y Londres: G. Allen & Unwin, 1937.
- En América latina: ¿evolución o explosión?  México: Libreros Mexicanos Unidos, 1964.

## Traducciones

### Obras deOrtega y Gasset
- España invertebrada
- El hombre y la gente.
- ¿Qué es Filosofía?
- Unas lecciones de metafísica.
- La idea de principio en Leibniz y la evolución de la teoría deductiva.
- Una interpretación de la historia universal.

### Otras obras
- El Caballero de El Dorado: La historia de Don Gonzalo Jiménez de Quesada y su conquista de la Nueva Granada, que ahora se llama Colombia. Germán Arciniegas.